# ورزشگاه کیجون فیلد

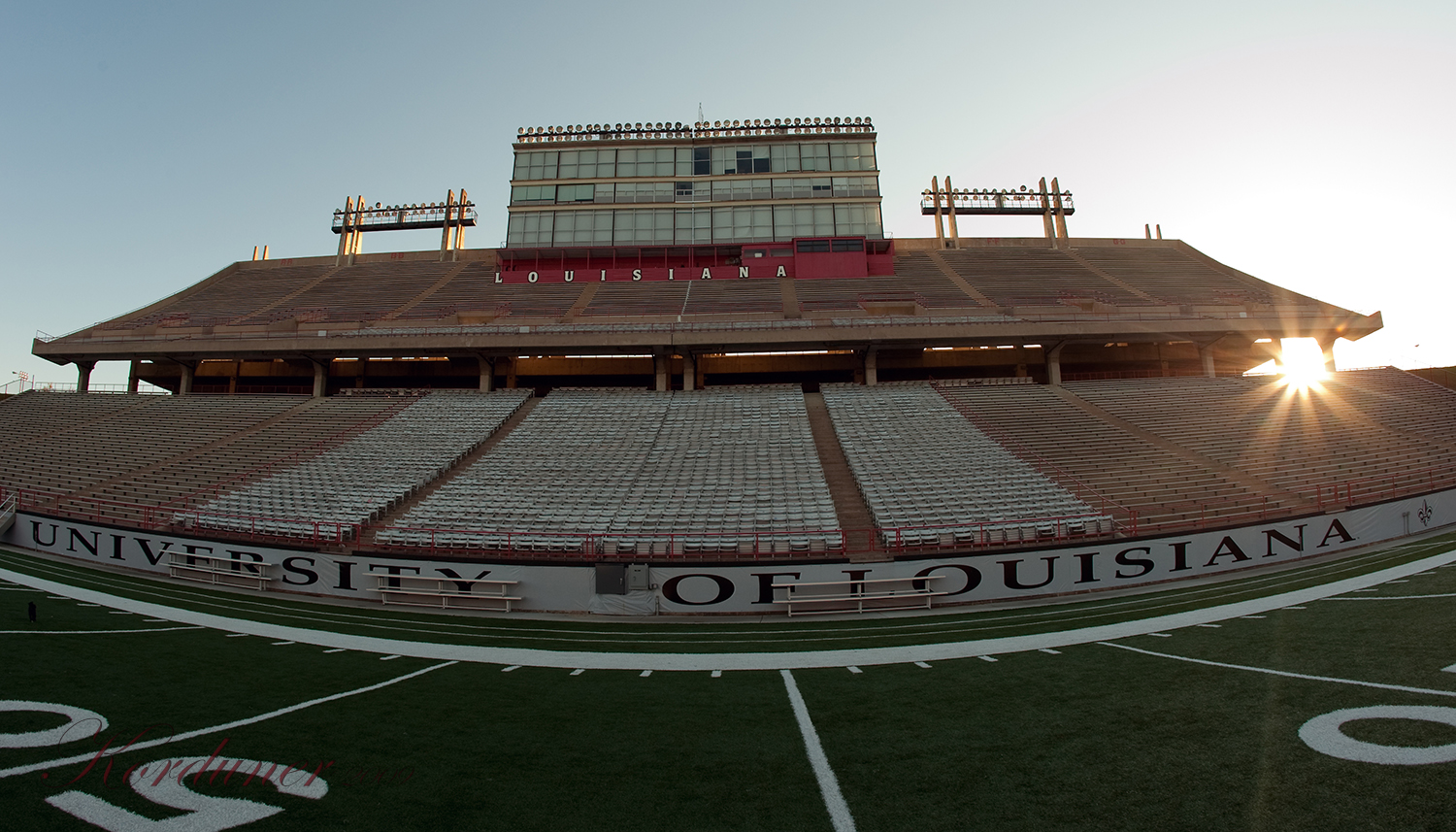

ورزشگاه کیجون فیلد (به انگلیسی: Cajun Field) با ظرفیت ۳۱٬۰۰۰ نفر در شهر لافایته ایالت لوئیزیانا واقع شده‌است. این ورزشگاه در تاریخ ۱۹۷۱ تأسیس شد و دارای زمین چمن می‌باشد.